# Jietou (köpinghuvudort i Kina, Zhejiang Sheng, lat 29,12, long 120,80)
Jietou (kinesiska: 街头, 街头镇) är en köpinghuvudort i Kina. Den ligger i provinsen Zhejiang, i den östra delen av landet, omkring 140 kilometer sydost om provinshuvudstaden Hangzhou. Antalet invånare är 22 039. Befolkningen består av 11 205 kvinnor och 10 834 män. Barn under 15 år utgör 20,0 %, vuxna 15-64 år 62 %, och äldre över 65 år 17,0 %.
Runt Jietou är det tätbefolkat, med 308 invånare per kvadratkilometer. Närmaste större samhälle är Pingqiao, 8,5 km nordost om Jietou. I omgivningarna runt Jietou växer i huvudsak blandskog.
Genomsnittlig årsnederbörd är 2 209 millimeter. Den regnigaste månaden är juni, med i genomsnitt 377 mm nederbörd, och den torraste är januari, med 70 mm nederbörd.